# 怪傑ダントン
『怪傑ダントン』（かいけつだんとん、原題：Danton）は、ディミトリー・ブコエツキー監督による1921年のサイレント映画である。出演はエミール・ヤニングス、ヴェルナー・クラウスら。フランス革命期におけるジョルジュ・ダントンとマクシミリアン・ロベスピエールの対立と前者の逮捕・処刑を描く歴史映画である。クレジットによれば原作はゲオルク・ビューヒナーの『ダントンの死』だが、内容は大幅に異なる。

## あらすじ
ルイ16世の処刑後、国民公会がフランスを統治した。 革命の指導者であるダントン、ロベスピエール、サン＝ジュストが権力を掌握し、恐怖政治の波がフランス全土を覆った。しかし革命の行く末をめぐり革命家たちは対立するようになった。その中で、恐怖政治を推進するロベスピエールと流血に終止符を打ちたいダントンは互いに激しく憎み合うようになる。
1794年3月31日、ダントンはデムーランら仲間とともに逮捕され、革命裁判所に連行された。 ダントンは裁判所で激しい演説を行ったが、サン＝ジュストやフーキエ＝タンヴィルはパンを配ることでダントンを支持する民衆の関心をそらすことに成功した。結局ダントンや仲間たちは死刑判決を受けギロチンにかけられた。

## キャスト
- ダントン: エミール・ヤニングス
- ロベスピエール: ヴェルナー・クラウス

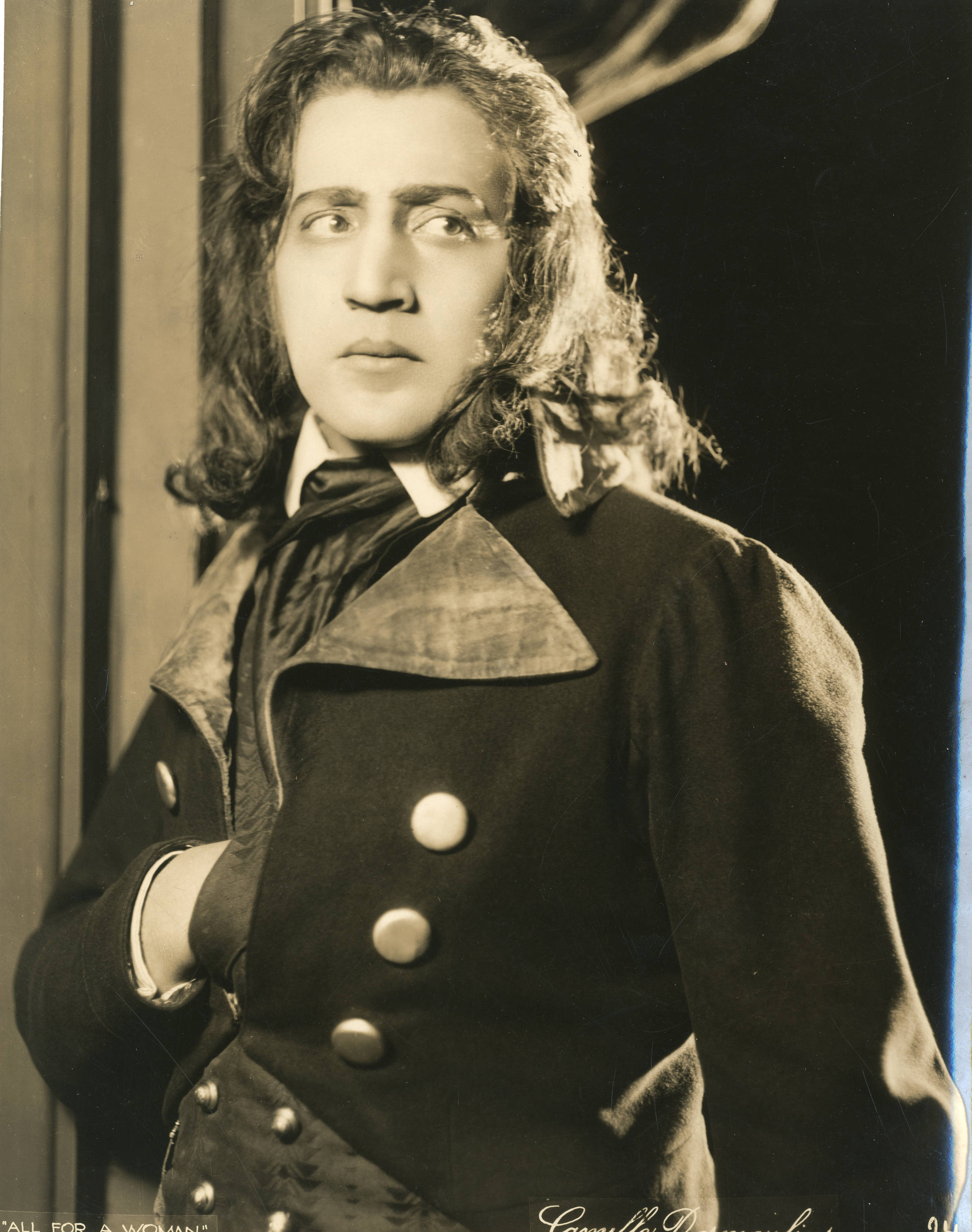
カミーユ・デムーラン（オシップ・ルニッチ）のスチル写真

- カミーユ・デムーラン: オシップ・ルニッチ
- マリー＝ジャン・エロー・ド・セシェル（英語版）: フェルディナンド・ヴァン・アルテン（英語版）
- フランソワ＝ジョセフ・ヴェスターマン（英語版）: エドゥアルド・フォン・ヴィンターシュタイン（英語版）
- リュシル・デムーラン: シャルロッテ・アンデル（英語版）
- ジュリア（ダントンの妻）[注釈 3]: マリー・デルシャフト（英語版）
- バベット（民衆の少女、オリジナルキャラクター）: ヒルデ・ヴェルネル（ドイツ語版）
- フランソワ・アンリオ（英語版）：ヒューゴ・ドブリン（英語版）
- サン＝ジュスト: ロベール・ショルツ（英語版）
- フーキエ＝タンヴィル:  フリードリヒ・キューネ（英語版）